# Camillo Klenze
Camillo Klenze (* 22. März 1865 in Freiburg im Üechtland, Schweiz; † 17. März 1943 in Palo Alto, Kalifornien) war ein schweizerisch-US-amerikanischer Germanist, Amerikanist und Kulturpolitiker.

## Leben und Wirken
Nach seinem Schulbesuch in Italien, Deutschland und den USA studierte Camillo Klenze Germanistik, zunächst an der Harvard University, wo er 1886 den Bachelorgrad erwarb. Sein Studium setzte er dann in Deutschland an den Universitäten Berlin und Marburg fort. Seine Promotion bei Edward Schröder erfolgte 1890 an der Universität Marburg. Im gleichen Jahr begann er eine Lehrtätigkeit an der Cornell University. 1896 erhielt er eine außerordentliche Professur an der University of Chicago. 1906 wurde er Professor an der Brown University in Rhode Island und dort Leiter des "German Department". Ab 1916 unterrichtete er an der City University of New York und trat 1927 in den Ruhestand. Vorübergehend übersiedelte er nach München und hatte dort von 1928 bis 1933 eine Honorarprofessur für deutsch-amerikanische Kulturbeziehungen und Literaturgeschichte an der Universität München inne. 
In seinem Wirken als Hochschullehrer setzte sich Klenze intensiv bei seinen Studierenden, aber auch in Kulturvereinen für den deutsch-amerikanischen Kulturaustausch ein. 1932 erhielt er eine Ehrendoktorwürde der University of Wisconsin. 

## Veröffentlichungen (Auswahl)
- Die komischen Romanzen der Deutschen im 18. Jahrhundert. Universitätsdruckerei Pfeil, Marburg 1891 (= Dissertation Universität Marburg) (Digitalisat).
- The treatment of nature in the works of Nikolaus Lenau. University of Chicago Press, Chicago 1902.
- The growth of interest in the early italian masters. From Tischbein to Ruskin. University of Chicago Press, Chicago 1906.
- The interpretation of Italy during the last two centuries. A contribution to the study of Goethe's "Italienische Reise". University of Chicago Press, Chicago 1907.
- (Hrsg.): Deutsche Gedichte. Holt, New York 1910.
- Die Zukunft der deutschen Kultur in Amerika. German Univ. League, New York 1915.
- From Goethe to Hauptmann. Studies in a changing culture. The Viking Press, New York 1926 (Reprint: Biblio & Tannen, New York 1966).
- Main currents in the intellectual life of contemporary Germany. Stanford University Press, Stanford, Calif. 1930.
- Ein puritanisches Italienerlebnis. In: Deutsche Vierteljahrsschrift für Literaturwissenschaft und Geistesgeschichte, Bd. 9 (1931), S. 155–185.
- Das amerikanische Goethebild. In: Mitteilungen der Deutschen Akademie zur Erforschung und zur Pflege des Deutschtums, Jg. 1933, July, S. 184–210.
- The Teaching of German Literature and the "Genteel Tradition". In: The German Quarterly, Bd. 8 (1935), H. 3, S. 97–105.
- Charles Timothy Brooks. Translator from the German, and the genteel tradition. Heath, Boston 1937.